# SH3GLB2
SH3GLB2 (англ. SH3 domain containing GRB2 like, endophilin B2) – білок, який кодується однойменним геном, розташованим у людей на короткому плечі 9-ї хромосоми. Довжина поліпептидного ланцюга білка становить 395 амінокислот, а молекулярна маса — 43 974.
| 10         |  | 20         |  | 30         |  | 40         |  | 50         |
| ---------- |  | ---------- |  | ---------- |  | ---------- |  | ---------- |
| MDFNMKKLAS |  | DAGIFFTRAV |  | QFTEEKFGQA |  | EKTELDAHFE |  | NLLARADSTK |
| NWTEKILRQT |  | EVLLQPNPSA |  | RVEEFLYEKL |  | DRKVPSRVTN |  | GELLAQYMAD |
| AASELGPTTP |  | YGKTLIKVAE |  | AEKQLGAAER |  | DFIHTASISF |  | LTPLRNFLEG |
| DWKTISKERR |  | LLQNRRLDLD |  | ACKARLKKAK |  | AAEAKATTVP |  | DFQETRPRNY |
| ILSASASALW |  | NDEVDKAEQE |  | LRVAQTEFDR |  | QAEVTRLLLE |  | GISSTHVNHL |
| RCLHEFVKSQ |  | TTYYAQCYRH |  | MLDLQKQLGR |  | FPGTFVGTTE |  | PASPPLSSTS |
| PTTAAATMPV |  | VPSVASLAPP |  | GEASLCLEEV |  | APPASGTRKA |  | RVLYDYEAAD |
| SSELALLADE |  | LITVYSLPGM |  | DPDWLIGERG |  | NKKGKVPVTY |  | LELLS      |

A: Аланін

C: Цистеїн

D: Аспарагінова кислота

E: Глутамінова кислота

F: Фенілаланін

G: Гліцин

H: Гістидин

I: Ізолейцин

K: Лізин

L: Лейцин

M: Метіонін

N: Аспарагін

P: Пролін

Q: Глутамін

R: Аргінін

S: Серин

T: Треонін

V: Валін

W: Триптофан

Кодований геном білок за функцією належить до фосфопротеїнів. 
Задіяний у таких біологічних процесах, як ацетилювання, альтернативний сплайсинг. 
Локалізований у цитоплазмі.